# Charles W. Duncan

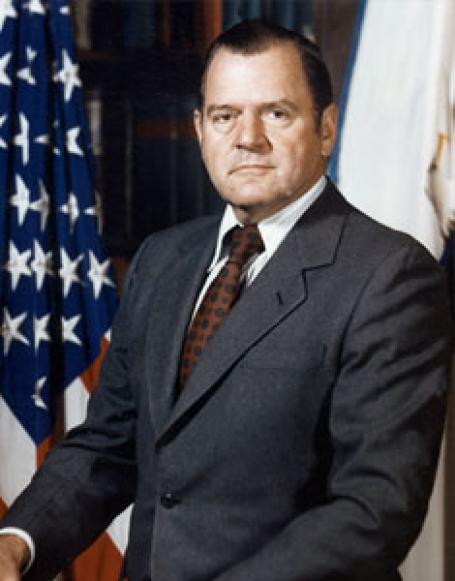
Charles W. Duncan

Charles William Duncan Jr. (* 9. September 1926 in Houston, Texas; † 18. Oktober 2022 ebenda) war ein US-amerikanischer Manager und Politiker (Demokratische Partei).

## Biografie
Nach dem Schulbesuch absolvierte er seinen Militärdienst bei der United States Air Force, studierte Chemieingenieurwesen an der Rice University und beendete das Studium 1947 mit einem Bachelor of Science (B.Sc.) in Chemical Engineering. Anschließend absolvierte er bis 1949 ein Postgraduiertenstudium in Management an der University of Texas. Seine berufliche Laufbahn begann er im Anschluss als Chemieingenieur bei der Humble Oil Co. sowie zugleich bei der von seinem Onkel Herschel Mills Duncan gegründeten Firma Duncan Coffee, der späteren Duncan Foods Company.
1959 erwarb Duncan die Duncan Foods Co. und wurde deren Präsident bis zum Verkauf an die Coca-Cola Company im Jahr 1964. Im Anschluss wurde er Mitglied des Vorstandes und Geschäftsführer bei Coca-Cola und war schließlich von 1971 bis 1974 Präsident der Coca-Cola Company. Danach war er Vorstandsmitglied der Rotan Mosle Financial Corporation.
1977 wurde er als Nachfolger von Bill Clements stellvertretender Verteidigungsminister (Deputy Secretary of Defense). Im Rahmen einer Umbildung seines Kabinetts berief ihn US-Präsident Jimmy Carter schließlich am 24. August 1979 als Nachfolger von James R. Schlesinger zum Energieminister (Secretary of Energy). Dieses Amt bekleidete er bis zum Ende von Carters Amtszeit am 20. Januar 1981.
Zuletzt war Duncan Kurator (Trustee) der Rice University.